# Brandmögelbagge
Brandmögelbagge (Corticaria planula) är en skalbaggsart som beskrevs av Henry Clinton Fall 1899. Brandmögelbagge ingår i släktet Corticaria, och familjen mögelbaggar. Enligt den svenska rödlistan är arten nationellt utdöd i Sverige. . Arten har tidigare förekommit i Övre Norrland men är numera lokalt utdöd. Artens livsmiljö är skogslandskap.